# Синтерра
Синтерра — бывшая российская телекоммуникационная компания, оператор дальней связи. Полное наименование — Закрытое акционерное общество «Синтерра». Штаб-квартира — в Москве.

## История
Основана компания осенью 2005 года в результате слияния компаний «Комет», «Телеком-Центр» и «Алсеан-Н».

## Слияния и поглощения
- 2008, октябрь — года ЗАО «ПетерСтар», крупнейший бизнес-оператор фиксированной связи Северо-Западного региона, входящий в группу компаний «Синтерра» приобрел 100 % акций регионального интернет-провайдера — компанию ЗАО «Инар». Акции приобретены у частных инвесторов.
- 2009, май — «Синтерра» выкупила магистральную линию Москва — Владимир — Нижний Новгород[1].
- 2010, май — ЗАО «ПетерСтар», входящий в группу компаний «Синтерра», приобрел 98 % акций крупнейшего альтернативного оператора связи Мурманской области — ОАО «Северо-Западная компания по телекоммуникациям и информатике».
- 2010, июнь — ОАО «МегаФон», один из крупнейших операторов сотовой связи в России, приобрел 100 % акций ЗАО «Синтерра».
- 2011, февраль — завершена процедура по реорганизации ЗАО «ПетерСтар», входившего в группу компаний «Синтерра», в форме присоединения к ОАО «МегаФон».
- 2011, март — Совет директоров ОАО «МегаФон» принял решение о реорганизации в форме присоединения ЗАО «Синтерра» и ОАО «Северо-Западная компания по телекоммуникациям и информатике» к ОАО «МегаФон»[2].

## Собственники и руководство
2 июня 2010 года было объявлено о продаже «Синтерры» ОАО «МегаФон». До этого компания принадлежала группе «Промсвязькапитал» (формально 99,99 % акций контролировала фирма Synterra Cyprus Limited).
Менеджмент:
- Солодухин Константин — генеральный директор
- Столяров Дмитрий — генеральный директор (2013 г.)
- Гришанова Ирина — коммерческий директор
- Паулаускайте Дайна — директор по персоналу
- Дрожжин Владимир — директор по специальным проектам

## Структура
Компания «Синтерра» являлась образующей структурой Группы «Синтерра».
Группа компаний «Синтерра» — телекоммуникационный холдинг, в который входили компании:
- Синтерра;
- Синтерра Медиа;
- Синтерра-Центр;
- Синтерра Урал;
- Синтерра-Юг;
- Синтерра-Сибирь;
- и ряд региональных операторов связи, работавших на телекоммуникационном рынке с 1992 года.

## Деятельность
География присутствия группы «Синтерра» — более 30 000 населенных пунктов в более чем семидесяти регионах России. Собственная магистральная волоконно-оптическая сеть протяженностью 67 тыс. км. позволяет компании занимать около 45 % российского рынка услуг операторского доступа к сети Интернет. Компания создает собственные дата-центры, первый из которых открылся в Томске в 2008 году.
Компания «Синтерра» была задействована в национальном проекте «Образование» в части обеспечения доступа к сети Интернет образовательных учреждений России.

## Показатели деятельности
По итогам 2007 года (отчетность по МСФО) консолидированная выручка группы «Синтерра» — более $449 млн (рост с 2006 года — в 2 раза), чистая прибыль — $138 млн (рост в 3,5 раза).
По итогам 2008 года выручка — более $527 млн (рост на 17 %), чистая прибыль — более $91 млн (с учётом отрицательных курсовых разниц; без учёта — $117 млн). Основной доход в 2008 генерировался базовой структурой Группы — ЗАО «Синтерра» (46 %), ЗАО «ПетерСтар» (24 %) и ООО «Синтерра-Урал» (11 %). Доходы этих активов выросли (по сравнению с 2007) на 57 %, 9 % и 31 % соответственно. Основная выручка Группы в 2008 генерировалась от работы на межоператорском рынке (52 %), услуг, предоставляемых корпоративным клиентам (27 %) и государственным структурам (18 %).